# ضحايا بلا صوت
ضحايا بلا صوت هي منظمة غير ربحية وهمية مقرها في ليل، فرنسا. ويُزعم أنها تهدف إلى زيادة الوعي حول العمال المهاجرين الذين يتعرضون لانتهاكات حقوق الإنسان في قطر.
ومع ذلك، في ديسمبر 2016، أظهرت تقارير عدة وسائل إعلام، مثل لوموند وفوربس، أنها كانت تتجسس على منظمة العفو الدولية. كما حاولت التجسس على اتحاد عمال البناء والأخشاب الدولي ومنظمة مكافحة العبودية الدولية.

## تحقيقات منظمة العفو الدولية
وأظهر تحقيق دولي أجرته منظمة العفو الدولية أن المؤسسة أرسلت رسائل إلكترونية تحتوي على برامج تجسس وضارة إلى موظفيها، وأن مؤسسها كان لديه ملف تعريف مزيف على موقع LinkedIn يدعي التخرج من جامعة أكسفورد، بالإضافة إلى أن منشوراتها على فيسبوك تضمنت قصصًا إخبارية كاذبة، مثل مقال مزيف لم يُنشر أبدًا من قبل الجزيرة.
علاوة على ذلك، عندما زارت منظمة العفو الدولية مقرها الرئيسي، لم تعثر على أي مكتب، وأفاد الجيران بأنهم لم يسمعوا عن المنظمة من قبل. وفي الوقت نفسه، أجرت صحيفة لوموند تحقيقاتها الخاصة واكتشفت أنه لم يتم تسجيل مثل هذه المنظمة على الإطلاق في فرنسا.

## مصطلح "ضحايا بلا صوت"
يُستخدم للإشارة إلى الأشخاص أو الكائنات الذين يعانون من الظلم أو الأذى دون أن يكون لديهم القدرة على التعبير عن معاناتهم أو الدفاع عن حقوقهم. يمكن أن يشمل هذا المصطلح فئات متعددة مثل:
1. الأطفال: حيث يتعرض بعض الأطفال للإساءة أو الإهمال أو الاستغلال، وغالباً ما يكونون عاجزين عن التعبير عن معاناتهم أو طلب المساعدة.
2. النساء في بعض المجتمعات: حيث يواجهن في بعض الحالات الظلم أو العنف أو التمييز، وقد لا يجدن الفرص للتعبير عن مشاكلهن أو المطالبة بحقوقهن.
3. الحيوانات: تعتبر الحيوانات من "الضحايا بلا صوت" لأنها لا تملك وسيلة للتعبير عن الألم أو المعاناة التي قد تتعرض لها بسبب سوء المعاملة أو القسوة.
4. الأشخاص ذوي الاحتياجات الخاصة: بعض الأفراد من ذوي الاحتياجات الخاصة، خاصة من لديهم إعاقات تتعلق بالتواصل، قد يكونون عرضة للاستغلال أو الإهمال دون القدرة على طلب المساعدة.
5. اللاجئون والمهاجرون غير الشرعيين: حيث يتعرض بعضهم للمعاناة في ظروف صعبة دون أن تُسمع أصواتهم أو تُراعى حقوقهم الإنسانية.

تتطلب قضية "ضحايا بلا صوت" اهتماماً مجتمعياً، وتشجيعاً على مساعدة هذه الفئات وتوفير الدعم والحماية لهم، سواء من خلال تشريعات قانونية صارمة أو منظمات حقوقية وإنسانية تسعى لمناصرتهم ومنحهم صوتاً يعبر عن احتياجاتهم وحقوقهم.